# La Torre de Claramunt
La Torre de Claramunt (spanisch Torre de Claramunt) ist eine katalanische Gemeinde (Municipio) mit 4.122 Einwohnern (Stand: 2024) in der Provinz Barcelona im Nordosten Spaniens. Sie liegt in der Comarca Anoia. Zur Gemeinde gehören neben dem Hauptort unter anderem die Ortschaften Sitges und Vilanova d’Espoia.

## Lage
La Torre de Claramunt liegt etwa 55 Kilometer westnordwestlich von Barcelona in einer Höhe von ca. 365 m.

## Bevölkerungsentwicklung
| Jahr      | 1970 | 1981 | 1991 | 2001 | 2011 | 2021 |
| Einwohner | 2505 | 2407 | 2448 | 2640 | 3003 | 3852 |

## Wirtschaft
In der Ortschaft Vilanova d’Espoia befindet sich eine Produktionsanlage des Unternehmens Munich, in der Sportbekleidung hergestellt wird.

## Sehenswürdigkeiten
- Siedlungsreste in Sitges
- Alte Burg von La Torre de Claramunt
- Johannes-der-Täufer-Kirche in La Torre de Claramunt
- Salvatorkirche in Vilanova d’Espoia

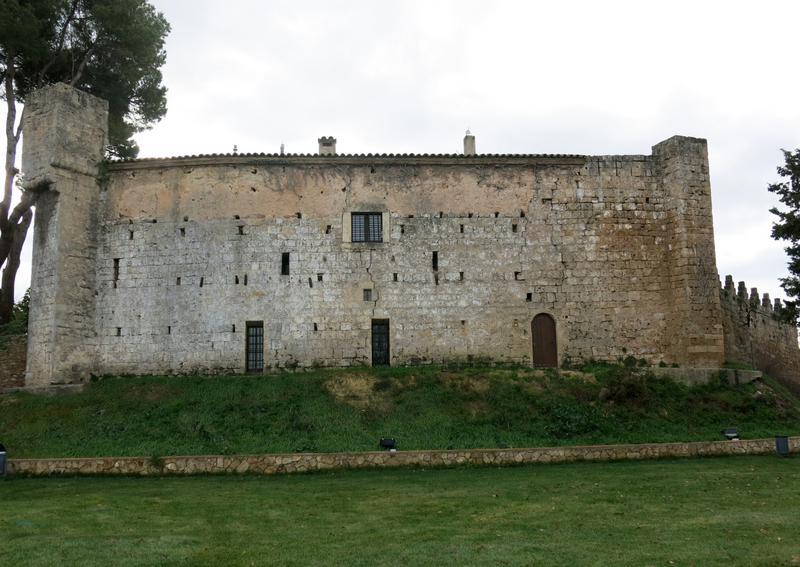
Burg von La Torre de Claramunt
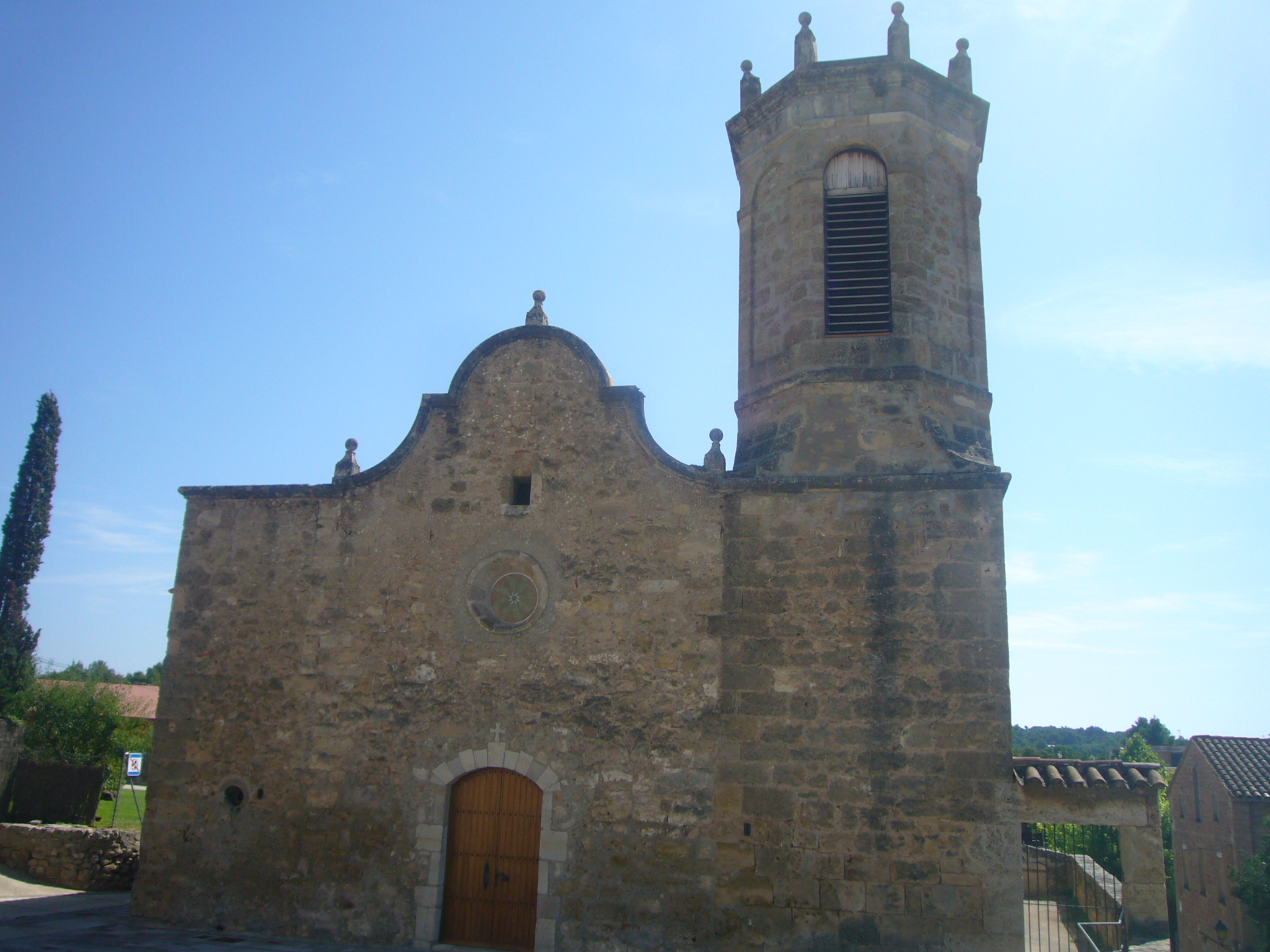
Johannes-der-Täufer-Kirche
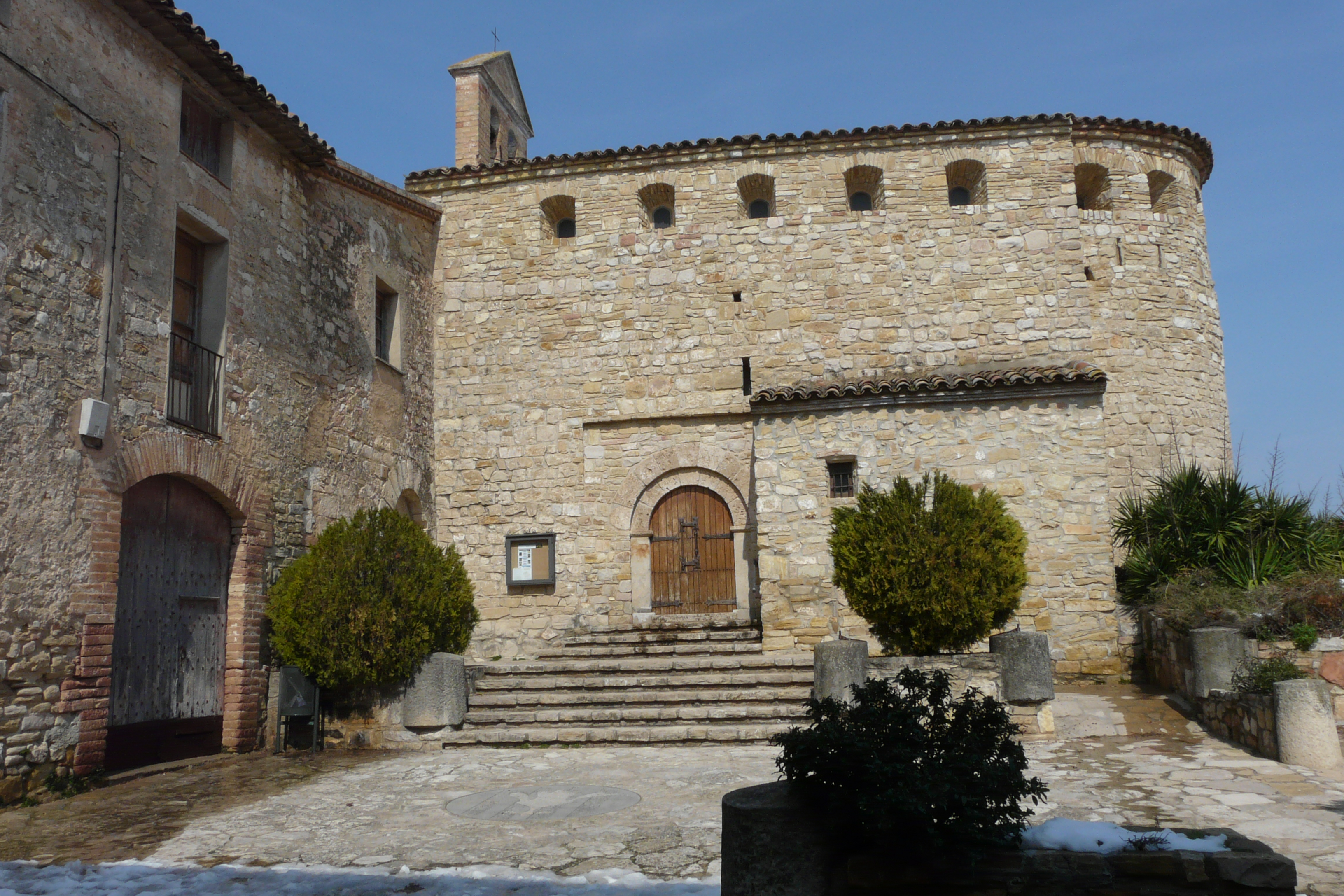
Salvatorkirche
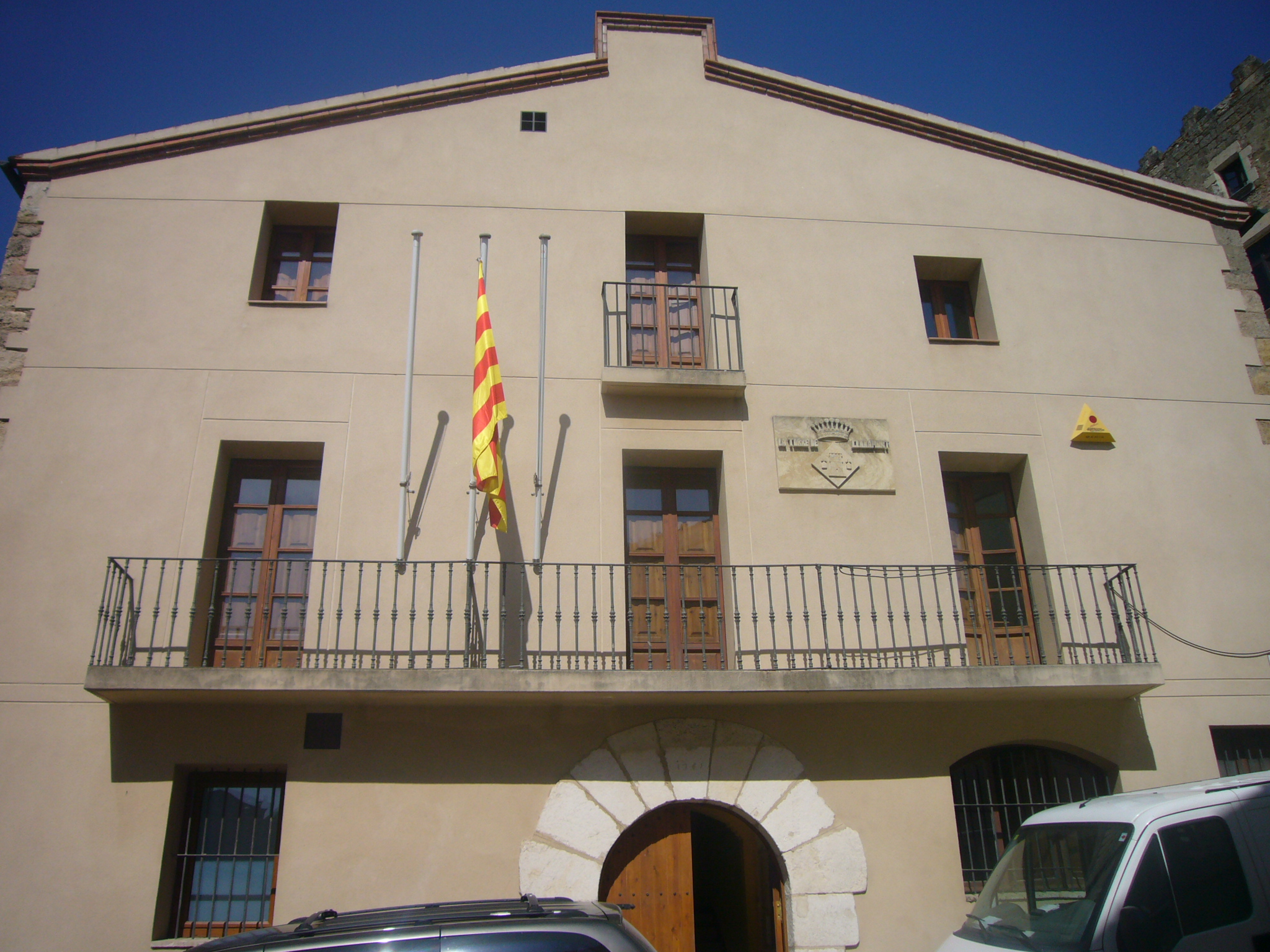
Rathaus